# Новосёловка (Нововодолажский район)
Новосёловка (укр. Новоселівка) — село,
Нововодолажский поселковый совет,
Нововодолажский район,
Харьковская область.
Код КОАТУУ — 6324255101. Население по переписи 2001 года составляло 2882 (1364/1518 м/ж) человека.

## Географическое положение
Село Новосёловка находится на реке Ольховатка;
выше по течению примыкают сёла Зеленый Гай,
Низовка,
Бражники,
хутор Стрижигород;
ниже по течению примыкает пгт Новая Водолага.
Рядом с селом расположен карьер, частично заполненный водой.
Через село проходит железная дорога, станция Кварцевый.

## История
- 1682 — дата основания[1].

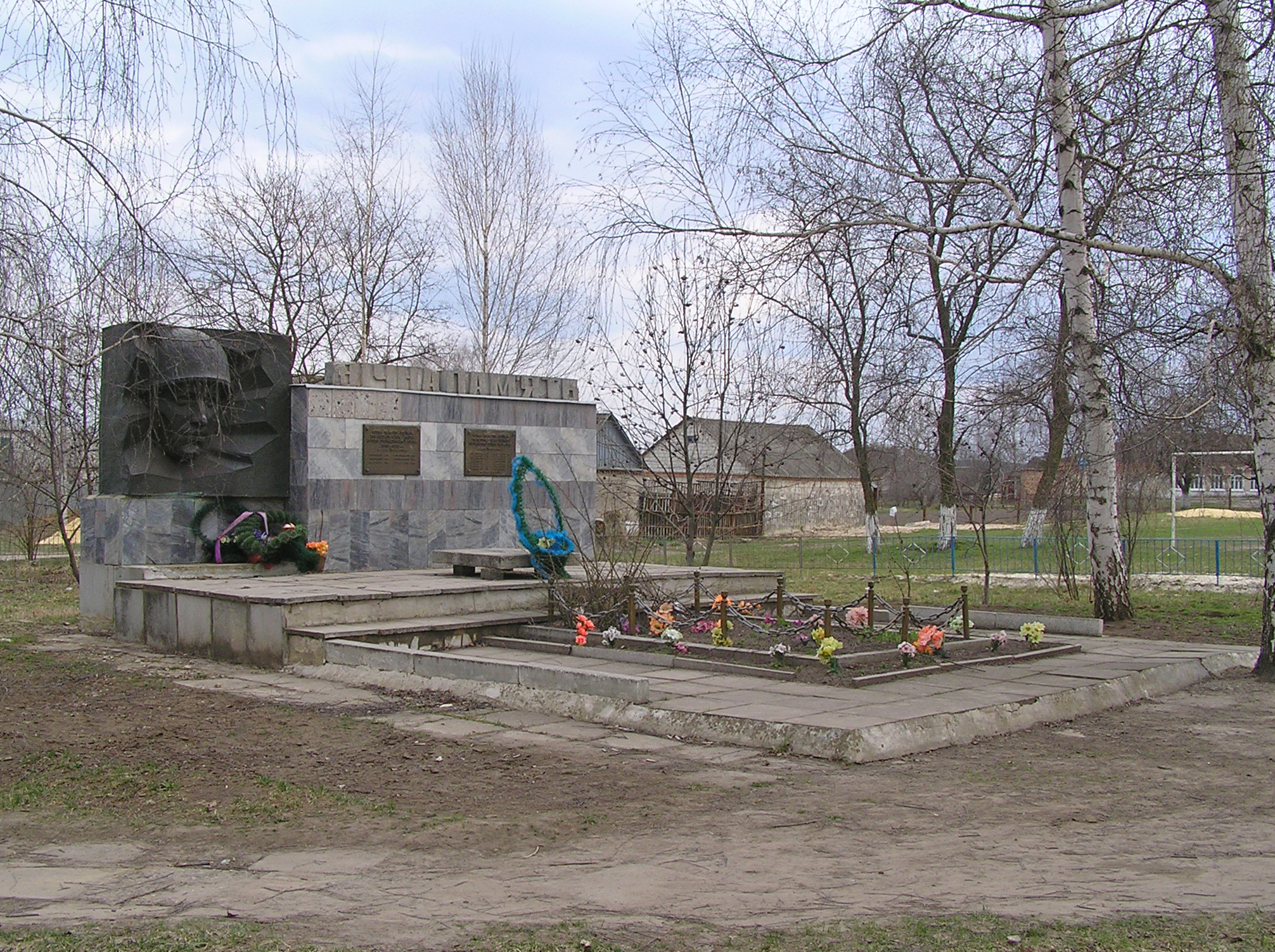
Братская могила воинов РККА (1943)

- В 1864 году в «казённой слободе», расположенной в центре Новоселовской волости Валковского уезда, проживали 3283 человека (1566 м и 1617 ж), имелись 355 дворовых хозяйств и была православная церковь.[3].
- В 1914 году население Новосёловки составляло 3577 человек.[4].
- При СССР был создан и работал колхоз «Серп и молот», центральная усадьба которого была в Дереговке; в колхозе были стрижигородская бригада, новосёловская бригада (№ 4) — в Новосёловке.[5]
- Село при СССР было подключено к Нововодолажской АТС (автоматическая телефонная станция).[6]
- В 1992 году в селе действовали колхоз «Серп и молот», аптека № 353, детский сад, Дом культуры, асфальтный завод, горно-обогатительный комбинат (ГОК), в котором были мех. мастерские и отдел капитального строительства (ОКС); обогатительная фабрика, столовая, кафе, магазины, фельдшерско-акушерский пункт (ФАП).[7]

## Экономика
- Молочно-товарная ферма (МТФ).
- Новосёловский горно-обогатительный комбинат (НГОК).
- Новосёловский асфальтный завод.
- ЗАО «Новосёловка Агро».
- ООО «МК Риал» - мясокомбинат.

## Объекты социальной сферы
- Амбулатория семейной медицины.
- Дом культуры.

## Достопримечательности
- Братская могила советских воинов. Похоронен 81 воин.
- Во время разработки квацевых карьеров были найдены остатки скифских селений.[источник не указан 1058 дней]

## Религия
- Крестовоздвиженский храм.